# GTE
GTE Corporation, antiga General Telephone & Electronics Corporation (1959-1982) foi a maior companhia telefônica independente nos Estados Unidos durante os dias da Bell System.

## História
Originalmente fundada em 1926 como Associated Telephone Utilities, que faliu em 1933, durante a Grande Depressão, e reorganizada como General Telephone em 1934. Em 1991, adquiriu a terceira maior independente, a Continental Telephone (ConTel). Ela também era prprietária da Automatic Electric, um fornecedor de equipamento de telefone semelhante em muitos aspectos à Western Electric, e Sylvania Lighting, a única empresa que não fazia parte do setor de comunicação sob propriedade da GTE. A GTE fornecia serviços de telefonia local para um grande número de áreas dos EUA através das operações das GTE Operating Companies, bem como American Telephone & Telegraph fornecido serviços de telefonia local por meio de suas 22 operadoras da Bell Operating Company.
A empresa também adquiriu a BBN Planet, um dos primeiros provedores de serviços de Internet, em 1997 Essa divisão ficou conhecida como GTE Internetworking, e mais tarde foi desmembrada para a empresa independente Genuity (um nome reciclado de outra empresa de Internet adquirida pela GTE em 1997) para satisfazer a Comissão Federal de Comunicações (FCC) dos requisitos relativos à GTE-Bell Atlantic fusão que criou a Verizon.
A GTE operava no Canadá através de grandes participações em empresas subsidiárias, como a BC TEL e Quebec-Téléphone. Quando foram introduzidas restrições à propriedade estrangeira em empresas de telecomunicações, propriedade da GTE foram adquiridas. Quando a BC TEL fundiu com Telus (o nome dado a empresa foi Alberta Government Telephones (AGT)) para criar BCT.Telus, as subsidiárias canadenses da GTE foram incorporadas pela nova empresa-mãe, tornando-se a segunda maior operadora de telecomunicações do Canadá. Como tal, o sucessor da GTE, Verizon Communications, foi a única empresa de telecomunicações estrangeira com uma participação superior a 20% em uma transportadora canadense, até a Verizon desfez-se completamente de suas ações em 2004.
No Caribe, a Contel havia comprado várias participações importantes nos países recém-independentes da British West Indies (nomeadamente em Barbados, Jamaica e Trinidad e Tobago).
Antes da incorporação da GTE com a Bell Atlantic, a GTE também mantinha uma joint-venture de serviço de televisão interativa chamada GTE mainStreet (às vezes também chamado de mainStreet USA), bem como uma operação interativa de entretenimento e publicação de vídeo game, a GTE Interactive Media.